# Steinar Johansen
Steinar Johansen (Holmestrand, 27 februari 1972) is een voormalig Noors langebaanschaatser. Zijn bijnaam was "De Geest".

## Carrière
In het seizoen 1991-1992 deed Johansen voor het eerst mee aan internationale wedstrijden. Op de EK allround 1992 werd hij op alle vier de afstanden tiende, goed voor een negende plaats in het eindklassement. Later dat jaar werd hij nog 14e op het WK allround. Op de Olympische Winterspelen 1992 in Albertville werd Johansen 8e op de 10.000 meter en 29e op de 1500 meter. Bij latere Olympische Spelen wist hij deze prestatie niet meer te verbeteren, op de Olympische Winterspelen 1994 werd hij 18e op de 1500 meter en op de Olympische Winterspelen 1998 28e op de 1500 meter.
Dat Johansen een stabiel allrounder was bleek wel uit zijn prestaties op de EK's allround 1993, 1994 en 1995. Daar werd hij respectievelijk 6e, 6e en 5e. Op de wereldkampioenschappen allround in die jaren werd hij 5e, 9e en 18e. In oktober 1995 werd Johansen tijdens het mountainbiken met Johann Olav Koss aangereden door een vrachtwagen waarbij zijn rechterarm verbrijzelde en een vinger verloor. Ondanks deze zware blessure kwam hij terug op de schaatsbaan en boekte in 1997 waarschijnlijk de grootste overwinning uit zijn carrière toen hij op de Noorse kampioenschappen schaatsen afstanden mannen zowel de 1000 als de 1500 wist te winnen. Op de Noorse kampioenschappen schaatsen allround mannen stond hij vier keer op het podium, maar wist hij nooit te winnen.